# 竹內舞
竹内 舞（日语：たけうち まい、1993年8月31日—）是日本女性偶像團體SKE48Team S的成員。三重縣出身。所屬事務所為AKS。

## 来歴
- 2010年9月29日，參加SKE48第4期生選拔合格（參加總數5,888名、最終合格者16名）。
- 2010年12月6日，從研究生升格至E組，成為Team E初期成員。
- 2011年1月1日，元旦公演以Team E成員的身分首次站立在SUNSHINE STUDIO（SKE48劇場）的舞台上。
- 2011年7月20日，成為第二次的猜拳大會的SKE48的代表之一，並於9月20日的正式大賽中代表SKE角逐AKB新單曲CENTER的位子。
- 2011年9月20日，於正式賽中輸給了佐藤亞美菜，無法成功的進入猜拳選拔。最後進入猜拳選拔的SKE成員只有桑原瑞希一人。
- 2017年3月17日，於SKE48官方網站宣布將於2017年5月31日自SKE48畢業。

## 人物
- 公演口號為「蔬菜中孕育而生的素食主義者。為了成為永遠的美少女，逐日不停的研究。我是暱稱MaiMai，高中三年級，18歲的竹内舞」
- 官網的暱稱為「竹内前輩」。因為這是在最開始官方blog剛成立時被隨便填上的暱稱，所以取這暱稱的理由連本人都不太清楚（H1的「我的太陽」公演中有首名為『竹内先輩』的曲子，恐怕是由知道這首歌的工作人員所取的）。不過這個暱稱並沒有非常廣泛的被使用，成員和粉絲們較常稱呼她為「MaiMai」或是「Maitake」。[1]
- 小學時期就開始在學習HIP HOP或是團體舞了。而在加入SKE前每周4也都會前去練習。「能夠更快的記起舞蹈，更能帶著笑容全力舞動，對我的幫助非常大」[2]
- 加入SKE的契機為「原本就很喜歡偶像了，用DVD或是YouTube觀賞著SKE48和AKB48的公演和演唱會的時候、開始希望自己也能站在同一個舞台上面。其實呀，原本3期生徵選時就想要報名了、但是卻沒有勇氣參加…。不過後來4期生徵選時母親對我說：『想煩惱的話等落選在去想吧，反正我也不覺得妳會落選啦！（笑）』。於是便鼓起勇氣去報名了」[3]
- 湯浅（SKE劇場經理）：「她相當擅長跳舞。不過因為還很年輕，希望她可以表現出更多可愛的部分」[4]
- 喜歡的AKB48成員為佐藤亞美菜。「從好久好久以前就好喜歡亞美菜前輩了」[5]。
- 尊敬的SKE48成員為平田璃香子和木下有希子[6]。

## SKE48的参加曲

### 單曲CD選抜曲
- 青春好難為情 - 紅組名義
- 讓我不敢靠近
- 討厭父親 - 紅組名義

### 劇場公演組合曲
TeamE 1st Stage「睡衣兜風」公演
1. 鏡中貞德

## 出演

### 舞台
- 中野ブロンディーズ（2011年10月6日 - 10日、サンシャイン劇場・2011年10月19日 - 22日、新神戸オリエンタル劇場）

### 演唱會
- SKE48 コンサート「汗の量はハンパじゃない」（2010年10月、SHIBUYA-AX、Zepp Nagoya、神戶国際会館こくさいホール）
- Kinect for Xbox 360 Presents 1!2!3!4!ヨロシク!勝負は、これからだ! supported by LAWSON（2010年11月27日、愛知県芸術劇場大ホール）

## 備註
1. ↑  『RADIO SPLASH』　2011年3月31日
2. ↑  『SKE48 COMPLETE BOOK 2010 - 2011』
3. ↑  http://www.ske48.co.jp/blog/?id=20110330185421383&writer=takeuchi_mai%5B%5D
4. ↑  『AKB48総選挙 公式ガイドブック2011』
5. ↑  『じゃんけん大会 公式ガイドブック2011』
6. ↑  http://www.ske48.co.jp/blog/?id=20111129154501026&writer=takeuchi_mai%5B%5D

## 外部連結
- SKE48官方介紹 （页面存档备份，存于）
- 竹內舞官方部落格「竹内舞 - 舞的每一天」 （页面存档备份，存于）
- SKE48官方部落格 （页面存档备份，存于）